# Trio à cordes no 4 de Beethoven
Pour les articles homonymes, voir Trio à cordes (homonymie).

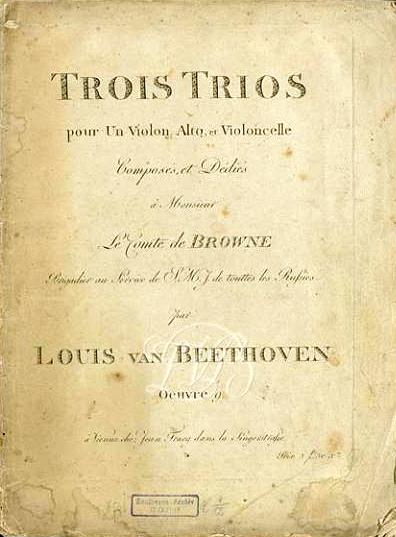
L'opus 9 de Beethoven

Le Trio à cordes no 4 en ré majeur opus 9 nº 2 est un trio pour violon, alto et violoncelle de Beethoven. Composé en 1796-98 et dédié au comte de Browne, il est publié chez Traëg.

## Analyse de l'œuvre
Le trio à cordes est en quatre mouvements :
1. Allegretto (à 
)
2. Andante quasi allegretto (à 
)
3. Menuetto : Allegro
4. Rondo : Allegro (à )

- Durée d"exécution : vingt quatre minutes.

## Arrangement
Ferdinand Ries en a réalisé une transcription pour trio avec piano.